# Bajo Deva
La comarca del Bajo Deva (en euskera y oficialmente: Debabarrena) es una comarca de la provincia de Guipúzcoa en el País Vasco en  España.

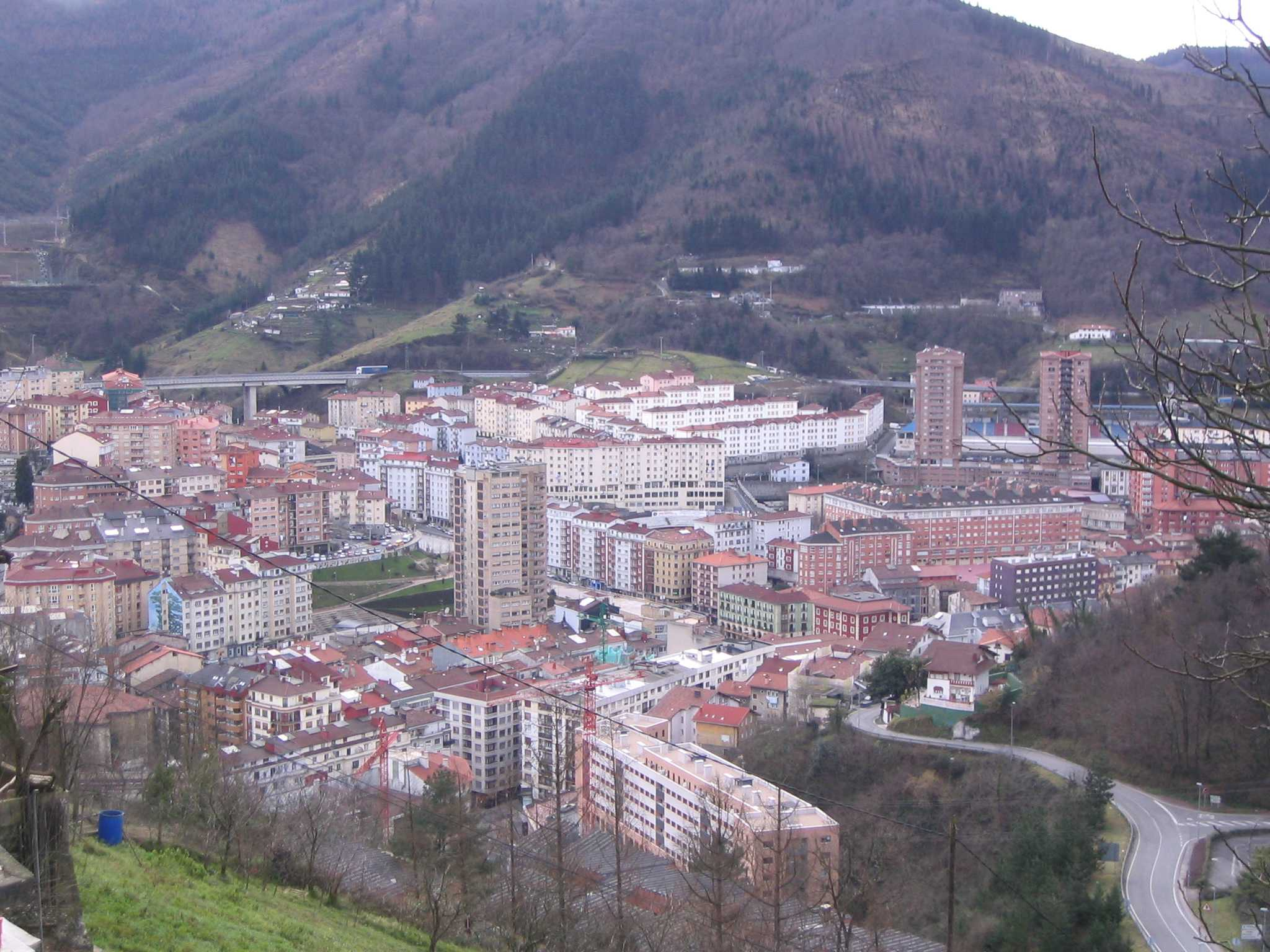
Éibar, vista parcial.

## Descripción
Se encuentra situada en el extremo noroeste de la provincia y ocupa la parte baja de la cuenca del río Deva y el límite con la provincia de Vizcaya. Su extensión es de 180,3 km² y tiene 55.660 habitantes (INE 2014). Limita al sur con la comarca del Alto Deva, al oeste con las comarcas vizcaínas de Lea Artibai y el Duranguesado, y al este con la comarca de Urola-Costa; al norte está bañada por el mar Cantábrico.
La componen los siguientes municipios: Éibar, Placencia de las Armas, Elgóibar, Mendaro, Deva y Motrico, y para diferentes servicios se integran también en la comarca Mallavia y Ermua, de Vizcaya. En rigor, estos dos últimos municipios pertenecen a la comarca vizcaína del Duranguesado, pero al quedar en la cuenca del Deva —estos dos municipios vizcaínos y la ciudad de Éibar están situados en el valle del río Ego—, participan activamente en los organismos comarcales del Bajo Deva.
Motrico queda fuera del valle del Deba, entre la desembocadura de dicho río y el límite de la provincia de Vizcaya, en una pequeña cuenca aparte.

## Historia

### Orígenes y Edad Media
La cuenca baja del Deva fue colonizada de forma dispersa desde la Alta Edad Media, como demuestran las ferrerías hidráulicas y los caseríos torre de las laderas del monte Kalamua y el Izarraitz. A finales del siglo XIII la Corona de Castilla impulsó la fundación de villas amuralladas —[[Placencia de las Armas en 1343 y Éibar en 1346— para controlar la ruta comercial interior entre Castilla y la costa guipuzcoana.

### Especialización siderometalúrgica
Desde el siglo XVI la comarca se especializó en la forja de armas blancas y de fuego. Éibar suministró arcabuces a los Tercios, mientras que Elgóibar y Placencia de las Armas desarrollaron ferrerías realengas dedicadas al cañón rayado. La industrialización decimonónica reconvirtió los antiguos talleres en fábricas de máquina-herramienta, bicicletas y pequeño electrodoméstico, lo que atrajo mano de obra de todo el País Vasco y de otras regiones españolas.

### Crisis y diversificación
La recesión siderúrgica de los años 1980 provocó la quiebra de muchos talleres y una pérdida poblacional que solo comenzó a revertirse tras la reconversión hacia sectores de mayor valor añadido: automoción, electrónica, biotecnología y turismo costero. Deba y Mutriku, integrados desde 2015 en el Geoparque de la Costa Vasca, han potenciado la economía azul y el turismo geológico.

### Organización actual
Bajo Deva forma parte de la eurociudad Donostia–Bilbao y dispone de mancomunidad propia (Debabarrena Mankomunitatea), que coordina residuos, transporte y promoción económica.

## Geología e hidrografía

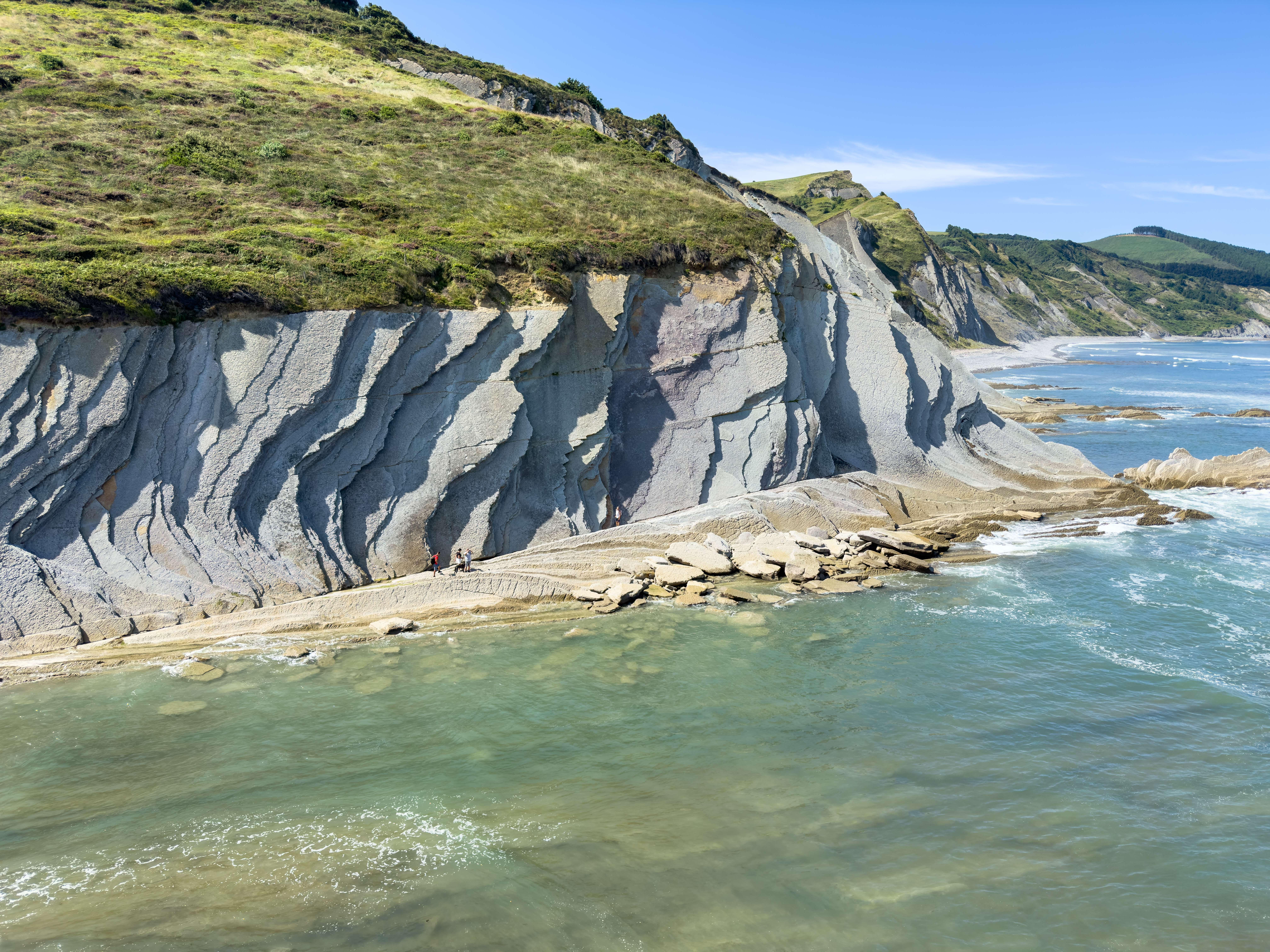
Rasa mareal de Deva y Zumaya.

Geológicamente podemos dividir la comarca en tres partes; 
- Oeste, en el límite con Vizcaya, principalmente en Éibar, predominan los basaltos (rocas volcánicas), lutitas con areniscas, margas y calizas arcillosas.
- Centro, predomina la caliza, con algo de lutitas y margas, donde destacan la zona del monte Arno y el complejo kárstico del valle de Lastur. Hay cuevas con fenómenos naturales calificados de raros como la "leche de luna" recientemente descubierta en una de ellas.
- Costa, formada por el flysch del cretácico con diferentes maretiales (areniscas y lutitas del cretácico inferior, calizas y calizas margosas del cretácico inferior y margas y margocalizas del cretácico superior), su rasa mareal es una de las mayores plataformas de abrasión de la costa europea. Abundan los alcantilados en los que se abren algunas playas de arena.

Los montes que rodean el valle son de escasa altura, las mayores cumbres rondan los 800 m. Destacan, el Urko (791 m.), en el límite con Vizcaya, el Arno (612 m.) y el Andutz (610 m.) en la línea de la costa y Karakate o Muneta en la parte central del valle. 
La vegetación de la comarca se caracteriza por la presencia de encinares cantábricos en los sectores de caliza. Hay robledales y bosques de hayas, muchas ellas mochadas, así como otras manchas de vegetación autóctona y abundantes praderas. Las repoblaciones, debido a la explotación forestal, de pino insigne son muy abundantes. 
El río Deva y sus afluentes, con el Ego como principal, son los que conforman la comarca junto con la pequeña cuenca que se forma en una estribación del complejo formado por el Arno. Son todos ellos cortos y con caudales bastante irregulares. La parte baja de los afluentes del Deba, así como el propio Deba a esta altura de su recorrido, están muy contaminados y alterados por los vertidos industriales y urbanos, si bien durante los últimos años el nivel de contaminación ha descendido con respecto a las décadas de 1970 y 1980.

## Comunicaciones
La comarca del Bajo Deba se encuentra en el centro del País Vasco. El río Deba nace en tierras guipuzcoanas, mientras que su afluente el Ego lo hace en Vizcaya. Esto convierte la comarca en un punto de comunicación importante en el que se unen los caminos hacia la Meseta con la ruta de la costa hacia Francia y, por el Duranguesado, a Bilbao.
La principal carretera es la autopista AP-8 (Bilbao–Behovia) a la que se une en el barrio eibarrés de Málzaga la autopista AP-1 (Éibar–Vitoria). Paralelas a ellas están la carretera nacional N-634 (Irún–Tuy) y la comarcal GI-627 que se adentra por el valle hacia Álava. Se complementa la red con diferentes carreteras comarcales y locales.
El ferrocarril de vía estrecha que une la capital vizcaína con la guipuzcoana pasa por Deva, Mendaro, Elgóibar y Éibar, también por Ermua, y sirve como tren de cercanías (virtualmente como un pequeño metro) para la "unidad urbana" formada por Ermua y Éibar. Se estructura sobre línea de la antigua compañía Ferrocarriles Vascongados perteneciente en la actualidad al departamento de transporte del Gobierno Vasco y explotado por Euskotren. Antiguamente, hasta la década de 1960, el trazado ferroviario llegaba hasta Vitoria y Estella en Navarra por la línea del Ferrocarril Vasco Navarro y Zumárraga donde se unía con el ferrocarril de vía ancha de la red estatal de RENFE y con el Urola por la línea del antiguo ferrocarril Durango-Zumárraga.
Los puertos de Deva y Motrico no se utilizan ni para transporte de mercancías ni de pasajeros.
La cercanía de las capitales de provincia, San Sebastián a 60 km, Bilbao a 40 km y Vitoria a 45 km, facilita los accesos a los aeropuertos y ferrocarril de vía ancha.

## Estructura poblacional
La estructura poblacional de la comarca es netamente urbana. Destaca el núcleo de Éibar con cerca de 30 000 habitantes que forma una unidad urbana con la vecina, pero vizcaína Ermua (más de 15 000 habitantes) donde se dan densidades de población muy elevadas, por encima incluso de las capitales vascas. Elgóibar, con unos 10 000 habitantes forma el segundo núcleo urbano en importancia de la comarca, luego los municipios de Motrico, Deva y Placencia de las Armas mantiene una población sobre los 5000 habitantes mientras que el resto de los núcleos urbanos anda sobre los 1000 por lo que la población total es superior a los 72 000 habitantes. 
Existe también población rural, formada por los típicos caseríos vascos (baserri en vasco) que se dedican a la explotación agrícola y ganadera, aunque combinándola con trabajos en las zonas urbanas.
La población de la comarca experimentó un gran desarrollo en las décadas de 1950 y 1960 debido al gran desarrollo industrial de la zona y la emigración que el mismo atrajo. La crisis industrial de los años 1970 y 1980 hizo que la población bajara considerablemente. La comarca llegó a tener cerca de los 100 000 habitantes.
La capital de la comarca es Éibar y en ella se concentran la mayoría de los servicios y del comercio.

## Economía
La economía del Bajo Deva es eminentemente industrial con aportaciones del sector primario y de servicios. 
Sector primarioEl sector primario cuenta con algunas de explotaciones agrarias, cerca del millar, y ocupa una superficie de 13 771 ha. La explotación forestal, principalmente pino insignis, ocupa la mitad de esa superficie mientras que los pastos un tercio de la misma. La ganadería es, principalmente, de ganado bovino y ovino.
La actividad pesquera se centra en Motrico con una mermada flota de bajura y existen explotaciones mineras de piedra caliza en Mendaro.
Sector secundarioLa industria es la principal y más importante actividad de la comarca y emplea a más de la mitad de los trabajadores de la misma. Históricamente la industria armera ha sido de relevancia pero en la actualidad ha quedado reducida a unos cuantos talleres de escopetas y de armas de avancarga así como alguna actividad auxiliar de la misma; también las industrias metalúrgicas ligeras, que fabricaban máquinas de coser y bicicletas y motocicletas fueron importantes hasta finales del siglo XX.
En la actualidad las transformaciones metálicas siguen siendo las actividades más importantes, en particular la referida a la máquina herramienta (concentra la mayor parte de la producción estatal) y la industria auxiliar del automóvil. Lo que no quita que haya un gran grado de diversificación.
Sector terciarioEl sector de servicios que ocupa al 40 % de la mano de obra, está desarrollado principalmente en la ciudad de Éibar. El turismo está desarrollado en Deva y Motrico.

## Patrimonio
La comarca es rica en patrimonio, tanto cultural como natural.
Los bajos montes esconden bonitos rincones que llaman al paseo, a la vez que sus accesibles cumbres invitan a practicar un montañisno suave. En muchos de estos montes hay restos de enterramientos prehistóricos y han sido hallados yacimientos arqueológicos de importancia en las inmediaciones de la desembocadura del Deva, como la cueva de Ermitia. El paraje de Izarraitz ha sido calificado como Espacio de Especial Interés Natural.
En cuanto a los monumentos, hay que destacar la iglesia de San Andrés de Astigarribia en Motrico, que ha sido considerada una de las más antiguas de la provincia de Guipúzcoa por tener elementos considerados prerrománicos como una ventana en arco de herradura. Estudios posteriores han revelado que estos elementos son del siglo XI. La iglesia parroquial Santa María de Deva con un muy destacado pórtico policromado gótico y un claustro del mismo estilo. La iglesia parroquial de San Andrés en Éibar con un magnífico retablo barroco o la neoclásica de Motrico, mandada a construir por Cosme Damián Churruca, que guarda un cuadro de El Greco en su interior.
En todos los pueblos hay excelentes casas solariegas con escudos de armas y muchos de ellos guardan el trazado medieval en su casco histórico.
El Camino de Santiago, a través de la costa, cruza la comarca.
Hay museos en Elgoibar, sobre la máquina herramienta, en Éibar, sobre la industria armera, en Motrico, sobre la pesca y la subasta de la misma.
En cuanto a la lengua, hay que decir que el dialecto del euskera que se habla en la mayor parte de la comarca es el vizcaíno, aunque en la costa (Deva y Motrico) se habla guipuzcoano. Esta comarca fue la frontera entre várdulos y caristios, antiguas tribus prerromanas que habitaron estas tierras.

## Dotaciones en sanidad, educación y deportes
La comarca está dotada de un hospital comarcal en Mendaro que complementa a los ambulatorios y consultorios que hay en cada localidad. 
En todos los municipios hay escuelas primarias y en los mayores institutos de educación secundaría, tanto obligatoria como voluntaria. Las escuelas profesionales, en espacialidades que tienen gran arraigo en la industria de la zona, son altamente valoradas destacando la Escuela de Armería de Éibar y el Instituto de la Máquina Herramienta de Elgóibar. En Éibar hay una Escuela Universitaria de Ingeniería Técnica que depende de la Universidad del País Vasco.
Todos los núcleos de población tienen alguna instalación deportiva, los dos más pequeños por lo menos frontones de pelota vasca y los demás instalaciones polideportivas. En Éibar el equipo de fútbol S.D. Eibar debutó en la temporada 2014-15 en primera división. Hay varias figuras del atletismo estatal que provienen de esta comarca como la eibarresa Maite Zúñiga.

## Municipios
| # | Municipio              | Alcalde                   | Partido Político      | Población (2018) | % Población | Territorio km² |
| - | ---------------------- | ------------------------- | --------------------- | ---------------- | ----------- | -------------- |
| 1 | Éibar                  | Jon Iraola Iriondo        | PSE-EE-PSOE           | 27.406           | 49,2        | 24,78          |
| 2 | Elgóibar               | Ane Lukene Beitia Arriola | EAJ-PNV               | 11.582           | 20,8        | 39,11          |
| 3 | Deva                   | Gilen García Boyra        | EH Bildu              | 5.457            | 9,8         | 51,54          |
| 4 | Motrico                | Joseba Palenzuela Arrieta | EH Bildu              | 5.354            | 9,6         | 27,69          |
| 5 | Placencia de las Armas | Iker Aldazabal Basauri    | EAJ-PNV + PSE-EE-PSOE | 3.894            | 7,0         | 14,22          |
| 6 | Mendaro                | Iñaki Arregi Uria         | EAJ-PNV + PSE-EE-PSOE | 2.010            | 3,6         | 25,39          |
|   | Bajo Deva              |                           |                       | 55.703           | 100         | 182,73         |

## Núcleos de población de la comarca según el INE
|    | Nombre localidad       | Nombre oficial                  | Municipio              | Población 2019 |
| 1  | Éibar                  | Eibar                           | Éibar                  | 27.369         |
| 2  | Elgóibar               | Elgoibar                        | Elgóibar               | 8.657          |
| 3  | Motrico                | Mutriku                         | Motrico                | 4.697          |
| 4  | Deva                   | Deba                            | Deva                   | 4.422          |
| 5  | Placencia de las Armas | Soraluze-Placencia de las Armas | Placencia de las Armas | 3.883          |
| 6  | San Roque de Azcue     | Azkue (San Roke)                | Elgóibar               | 2.263          |
| 7  | Garagarza              | Garagartza                      | Mendaro                | 1.033          |
| 8  | Icíar                  | Itziar                          | Deva                   | 847            |
| 9  | Azpilgoeta             | Azpilgoeta                      | Mendaro                | 472            |
| 10 | Mendarozábal           | Mendarozabal                    | Mendaro                | 456            |
| 11 | Alzola                 | Altzola                         | Elgóibar               | 196            |
| 12 | Salloventa-Ermuarán    | Sallobente-Ermuaran             | Elgóibar               | 196            |
| 13 | Lastur                 | Lastur                          | Deba                   | 190            |
| 14 | Mijoa                  | Mijoa                           | Motrico                | 186            |
| 15 | San Miguel de Ayastia  | Aiastia (San Migel)             | Elgóibar               | 186            |
| 16 | Laranga                | Laranga                         | Motrico                | 147            |
| 17 | San Pedro de Idotorbe  | Idotorbe (San Pedro)            | Elgóibar               | 115            |
| 18 | Galdona                | Galdona                         | Motrico                | 108            |
| 19 | Arrate                 | Arrate                          | Éibar                  | 98             |
| 20 | Ibiri                  | Ibiri                           | Motrico                | 58             |
| 21 | Aguinaga               | Aginaga                         | Éibar                  | 55             |
| 22 | Olaz                   | Olatz                           | Motrico                | 52             |
| 23 | Plaza                  | Plaza                           | Mendaro                | 38             |
| 24 | Astigarribia           | Astigarribia                    | Motrico                | 30             |
| 25 | Olabarrieta            | Olabarrieta                     | Motrico                | 30             |
| 26 | Mizquía                | Mizkia                          | Motrico                | 10             |
| 27 | Urazamendik            | Urazamendik                     | Motrico                | 9              |
| 28 | Artzainerreka          | Artzainerreka                   | Motrico                | 6              |
| 29 | Málzaga                | Maltzaga                        | Éibar                  | 0              |